# Liparis inquilinus
Liparis inquilinus és una espècie de peix pertanyent a la família dels lipàrids.

## Descripció
- Fa 7,1 cm de llargària màxima.[5][6]

## Hàbitat
És un peix marí, demersal i de clima temperat (50°N-35°N) que viu entre 3 i 97 m de fondària.

## Distribució geogràfica
Es troba a l'Atlàntic nord-occidental: des del golf de Sant Llorenç (el Canadà) fins al cap Hatteras (Carolina del Nord, els Estats Units).

## Costums
És bentònic.

## Observacions
És inofensiu per als humans.